# Książę indyjski czyli Upadek Konstantynopola
Książę indyjski czyli Upadek Konstantynopola (ang. The Prince of India; or, Why Constantinople Fell) – powieść historyczna autorstwa amerykańskiego pisarza Lewisa Wallace’a, opublikowana w 1893 roku. W języku polskim została wydana po raz pierwszy w roku 1895. 
Powieść jest historią Żyda Wiecznego Tułacza, który przyczynia się do upadku Konstantynopola w 1453. Powieść składa się z sześciu ksiąg. 